# Джекі Маквільямс
Джекі Маквільямс  (англ. Jackie McWilliams, 18 лютого 1964) — британська хокеїстка на траві, олімпійська медалістка.

## Виступи на Олімпіадах
| Олімпіада      | Дисципліна     | Місце |
| -------------- | -------------- | ----- |
| Барселона 1992 | хокей на траві | 3     |